# 莫德·沙朗
莫德·沙朗（法語：Maude Charron，1993年4月28日—）是一名加拿大举重运动员，代表加拿大参加女子举重63/64公斤级的比赛。她是所在级别的加拿大国内抓举和总成绩，英聯邦運動會挺举，以及泛美抓举、挺举和总成绩的纪录保持者。

## 职业生涯
在2017年世界举重锦标赛中，莫德·沙朗获得女子63公斤级比赛抓举项目的银牌。在次年的英联邦运动会中，她在同级比赛中获得金牌，同时以122公斤的挺举成绩打破了克里斯蒂娜·吉拉尔在2006年创下的赛会纪录。
在2021年举行的泛美举重锦标赛中，莫德·沙朗在女子64公斤级比赛上不仅刷新了个人最好成绩，还打破了该级别的抓举、挺举和总成绩的泛美纪录。随后她又在2020年东京奥运会女子64公斤级举重比赛同级别赛事中以抓举105公斤，挺举131公斤，总成绩236公斤夺得金牌。2024年夏季奧林匹克運動會女子59公斤級舉重比賽銀牌得主。